# 親王
親王（）は、東アジアにおいて、嫡出の皇子や最高位の皇族男子に与えられる称号。もともと中国諸王朝（晋以後）において用いられ、日本やベトナムにおいても採用された。
これらに倣って、非漢字圏の君主の親族男子を親王と呼ぶことや、プリンス（英：prince）の訳語として用いることもままある。

## 概説
「王」は本来は君主を指す語であるが、漢朝以後、王よりも上級の君主号として皇帝号が位置づけられるようになると、「王」の称号は、皇帝の配下のうち特に高位の者に対して用いられ、諸侯の称号として（諸侯王）だけでなく、皇族男子の称号としても用いられるようになった。そして、魏以後、皇族男子としての「王」のうち、特に皇帝と近縁であるなど一定の者に対してはさらに「親王」という位が与えられるようになり、これが後に日本や大韓帝国に波及した。

## 日本の皇室における親王
親王（しんのう、英：Prince）は、皇族の身位または称号の一つ。または、親王の身位を授けられた皇族のこと。敬称は殿下。

### 現在の親王
皇室典範第五条 　皇后、太皇太后、皇太后、親王、親王妃、内親王、王、王妃及び女王を皇族とする。
同第六条 　嫡出の皇子及び嫡男系嫡出の皇孫は、男を親王、女を内親王とし、三世以下の嫡男系嫡出の子孫は、男を王、女を女王とする。
同第七条 　王が皇位を継承したときは、その兄弟姉妹たる王及び女王は、特にこれを親王及び内親王とする。

現行の皇室典範では、歴代の天皇の直系卑属の男系男子の内、嫡出かつニ親等以内の者に付与される。これに対して同様の女性皇族は、内親王と称する。また、親王の妃を親王妃という。なお、三親等以上離れている場合はそれぞれ王、女王、王妃という。
親王の内、今上天皇の皇男子たる皇嗣（皇位継承順位1位）である者を皇太子といい、皇孫たる皇嗣である者を皇太孫という。また、親王の内、天皇・皇太子の男子には御称号が与えられる。
王は次のいずれかに当てはまる場合、親王に身位が変更される。
1. 皇位の継承によって嫡出の皇子または嫡男系嫡出の皇孫となった場合。（皇室典範第6条）
2. 王の兄弟たる王が皇位を継承した場合。（皇室典範第7条）

- 現在の親王…以下の3名。

|  |                | 読み     | 生年月日                   | 現年齢 | 第126代天皇徳仁から 見た続柄 | 皇位継承 順位 | 摂政就任 順位 | 世数 | 御称号             |
|  | -------------- | -------- | -------------------------- | ------ | ---------------------------- | ------------- | ------------- | ---- | ------------------ |
|  | 秋篠宮文仁親王 | ふみひと | 1965年（昭和40年）11月30日 | 59歳   | 弟 / 明仁第二皇男子          | 第1位         | 第1位         | 一世 | 礼宮（あやのみや） |
|  | 悠仁親王       | ひさひと | 2006年（平成18年）9月6日   | 18歳   | 甥 / 秋篠宮文仁親王第一男子  | 第2位         | 第2位         | 二世 |                    |
|  | 常陸宮正仁親王 | まさひと | 1935年（昭和10年）11月28日 | 89歳   | 叔父 / 昭和天皇第二皇男子    | 第3位         | 第3位         | 一世 | 義宮（よしのみや） |

- 栄典…皇族身位令に準じ、成年となったときに大勲位菊花大綬章を授与される。
- 英語表記…親王と王の区別無く Prince が用いられる。

|  |  |  |  |               |               |               |               |               |               |  |  |                    |          |          |          |          |          |  |  |            |            |            |            |            |            |  |  |  |  |  |  |  |  |  |  |  |  |  |  |  |  |  |  |  |  |  |  |
|  |  |  |  | 天皇          |               |               |               |               |               |  |  |                    |          |          |          |          |          |  |  |            |            |            |            |            |            |  |  |  |  |  |  |  |  |  |  |  |  |  |  |  |  |  |  |  |  |  |  |
|  |  |  |  |               |               |               |               |               |               |  |  |                    |          |          |          |          |          |  |  |            |            |            |            |            |            |  |  |  |  |  |  |  |  |  |  |  |  |  |  |  |  |  |  |  |  |  |  |
|  |  |  |  |               |               |               |               |               |               |  |  |                    |          |          |          |          |          |  |  |            |            |            |            |            |            |  |  |  |  |  |  |  |  |  |  |  |  |  |  |  |  |  |  |  |  |  |  |
|  |  |  |  | 天皇          | 天皇          | 天皇          | 天皇          | 天皇          | 天皇          |  |  | 一世親王           | 一世親王 | 一世親王 | 一世親王 | 一世親王 | 一世親王 |  |  | 一世内親王 | 一世内親王 | 一世内親王 | 一世内親王 | 一世内親王 | 一世内親王 |  |  |  |  |  |  |  |  |  |  |  |  |  |  |  |  |  |  |  |  |  |  |
|  |  |  |  | 天皇          | 天皇          | 天皇          | 天皇          | 天皇          | 天皇          |  |  | 一世親王           | 一世親王 | 一世親王 | 一世親王 | 一世親王 | 一世親王 |  |  | 一世内親王 | 一世内親王 | 一世内親王 | 一世内親王 | 一世内親王 | 一世内親王 |  |  |  |  |  |  |  |  |  |  |  |  |  |  |  |  |  |  |  |  |  |  |
|  |  |  |  |               |               |               |               |               |               |  |  |                    |          |          |          |          |          |  |  |            |            |            |            |            |            |  |  |  |  |  |  |  |  |  |  |  |  |  |  |  |  |  |  |  |  |  |  |
|  |  |  |  | 嫡流 （正統） | 嫡流 （正統） | 嫡流 （正統） | 嫡流 （正統） | 嫡流 （正統） | 嫡流 （正統） |  |  | 二世親王           | 二世親王 | 二世親王 | 二世親王 | 二世親王 | 二世親王 |  |  | 二世内親王 | 二世内親王 | 二世内親王 | 二世内親王 | 二世内親王 | 二世内親王 |  |  |  |  |  |  |  |  |  |  |  |  |  |  |  |  |  |  |  |  |  |  |
|  |  |  |  | 嫡流 （正統） | 嫡流 （正統） | 嫡流 （正統） | 嫡流 （正統） | 嫡流 （正統） | 嫡流 （正統） |  |  | 二世親王           | 二世親王 | 二世親王 | 二世親王 | 二世親王 | 二世親王 |  |  | 二世内親王 | 二世内親王 | 二世内親王 | 二世内親王 | 二世内親王 | 二世内親王 |  |  |  |  |  |  |  |  |  |  |  |  |  |  |  |  |  |  |  |  |  |  |
|  |  |  |  |               |               |               |               |               |               |  |  |                    |          |          |          |          |          |  |  |            |            |            |            |            |            |  |  |  |  |  |  |  |  |  |  |  |  |  |  |  |  |  |  |  |  |  |  |
|  |  |  |  |               |               |               |               |               |               |  |  | 三世王             | 三世王   | 三世王   | 三世王   | 三世王   | 三世王   |  |  | 三世女王   | 三世女王   | 三世女王   | 三世女王   | 三世女王   | 三世女王   |  |  |  |  |  |  |  |  |  |  |  |  |  |  |  |  |  |  |  |  |  |  |
|  |  |  |  |               |               |               |               |               |               |  |  | 三世王             | 三世王   | 三世王   | 三世王   | 三世王   | 三世王   |  |  | 三世女王   | 三世女王   | 三世女王   | 三世女王   | 三世女王   | 三世女王   |  |  |  |  |  |  |  |  |  |  |  |  |  |  |  |  |  |  |  |  |  |  |
|  |  |  |  |               |               |               |               |               |               |  |  | （永世にわたり王） |          |          |          |          |          |  |  |            |            |            |            |            |            |  |  |  |  |  |  |  |  |  |  |  |  |  |  |  |  |  |  |  |  |  |  |

### 歴史
律令制以前
皇親（天皇の親族の意、皇族とほぼ同義）の身位について、最古の文献資料は古事記（応神天皇以降）で、天皇の男系子孫は、世数、男女を問わず、諱の下に「王」と表記された（よみは「おおきみ」）。やがて、一世子女の場合は「皇子」（「皇女」）と表記されるようになり、二世孫以下の「王」（「女王」）と区別されるようになる。
律令による規定
大宝令・養老令において、皇室に関わる成文法が定められ、称号の整理が行われる。この時、天皇の兄弟と一世子女が親王、二世孫以下は王と定められた（内親王・女王は、女性であることを明示しない場合は、親王・王と称されることもあった）。
親王宣下の制度
その後、平安時代初期にかけて、子女の多い天皇が続いたことにより、皇親の人数が激増する。身位に基づいた手当てが増大し、また、皇室の品位を損なうものが出てきたことから、世数を機械的に身位に当てはめるのではなく、人為的に皇親に留めるものを選抜する弾力的運用がなされるようになる。まず、親王宣下を積極的に推し進め、一部の親王にもこれが適用される。
また、平安時代中期からは、親王/内親王も、出生時は王/女王であり、天皇の宣旨によって、親王/内親王の称号が授けられるようになった（親王宣下）。これによって、一世の王/女王も登場するようになる。
世襲親王家の誕生
鎌倉時代以降、皇室の所領である荘園の一部を特定の親王が受け継ぎ、世襲することによって、天皇から経済的に独立した、後の宮家の原型が発生する。世襲されることにより、二世以下の皇親が誕生することになるが、彼らに対しても、親王宣下によって親王の身位が授けられるようになる。特に、伏見宮家が、後花園天皇の勅命により、永世にわたり皇親に留まり、正統（しょうとう。皇統の内、時の皇位を伝える血筋）が途絶えた時には皇位を継ぐことが定められて以降、代々の宮号継承者は時の天皇の猶子となって親王宣下を受けるのが常道となる（世襲親王家）。
明治以降
明治維新の最中の慶応4年（1868年）閏4月15日、親王、王、皇親に関する法制が、改めて律令時代の規定に戻され、親王は一世のみ、と改めて定められる。親王宣下の制度は当初は維持されたが、明治22年（1889年）1月15日、皇室典範制定によって改めて整理が行われ、身位については四世孫までは親王、五世孫以下は王、との基準が機械的に運用されることとなり、親王宣下は廃止された（既に宣下を受けた者に限り終身有効）。
昭和22年（1947年）5月3日、皇室典範の改正によって、親王の範囲は二世孫までと改められた。

## 中国諸王朝の親王
清朝以前の王朝では、皇族の等級としての親王は存在したが、「親王」を直接冠する称号は存在しなかった。（等級としての）親王には一般に王号が与えられ、封地を取って「○○王」と呼んだ。これを歴史用語では諸侯王と呼ぶが、これが日本の（称号としての）「親王」に相当する。王に対応する女性皇族の号は公主である。王の下位の称号として郡王があり、日本の「王」に相当する。郡王に対応する女性皇族の号は郡主である。
また、皇太子や王は相対的な概念であるため、皇太子に立てられた際には王の身分を失った。

### 清朝の親王
清朝における親王は、旗王である清朝皇族愛新覚羅氏爵位の最高位であり、世襲親王と非世襲親王があった。世襲特権が認められている者には、建国時期に活躍した6人の親王と2人の郡王の他に、清朝中期、末期に特別な功績があるとして世襲が許された4人の親王がいた。その他の非世襲親王は1代ごとに爵位が下がり、鎮国公まで下がってからは世襲になった。
なお、モンゴル王侯や、初期には清朝の中国制覇に大功のあった呉三桂（平西王）をはじめとした三藩の漢人将軍にも親王位が授けられており、旗王と同格とされた。

#### 清朝皇族の爵位
- ホショイ・チン・ワン（hošoi cin wang、和碩親王）
- 世子（šidzi、親王の嗣子）
- ドロイ・ギュン・ワン（doroi giyūn wang、多羅郡王）
- 長子（jangdzi、郡王の嗣子）
- ドロイ・ベイレ（doroi beile、多羅貝勒）
- グサイ・ベイセ（gūsai beise、固山貝子）
- 鎮国公（gurun be dalire gung）
- 輔国公（gurun de aisilara gung）
- 不入八分鎮国公（jakūn ubu de dosimbuhakū gurun be dalire gung）
- 不入八分輔国公（jakūn ubu de dosimbuhakū gurun de aisilara gung）
- 鎮国将軍（gurun be dalire janggin）
- 輔国将軍（gurun de aisilara janggin）
- 奉国将軍（gurun be tuwakiyara janggin）
- 奉恩将軍（hesi be tuwakiyara janggin）

#### 世襲皇族
清朝初期の世襲皇族
- 礼親王（doronggo cin wang） ダイシャン（Daišan、代善）
- 睿親王（mergen cin wang） ドルゴン（Dorgon、多爾袞）
- 豫親王（erke cin wang） ドド（Dodo、多鐸）
- 粛親王（fafungga cin wang） ホーゲ（Hooge、豪格）
- 承沢親王（kesingge cin wang） ショセ（Šose、碩塞） - 後に荘親王（tob cin wang）と改称。
- 鄭親王（ujen cin wang） ジルガラン（Jirgalang、済爾哈朗）
- 克勤郡王（kicehe giyūn wang） ヨト（Yoto、岳託）
- 順承郡王（dahashūn giyūn wang） レクデフン（Lekdehun、勒克徳渾）

中期、末期に認められた世襲皇族
- 怡親王（urgun cin wang） 胤祥
- 恭親王（gungnecuke cin wang） 奕訢
- 醇親王（hatan cin wang） 奕譞
- 慶親王（fengšen cin wang） 奕劻

## 大韓帝国の親王
李氏朝鮮では、王族の男子には「○○君」といった称号が与えられていた。大韓帝国に国号を改めた際に、皇帝に近い皇族の爵位として王位が定められた。大韓帝国ではしばしば「親王」という呼称も用いられたが、これは王への敬意を込めて呼称する際に用いられたもので、正確な称号は「王」である。
- 義王（李堈）
- 英王（李垠）
- 興王（李熹）
- 完王（李墡（朝鮮語版）、追贈）

## 諸外国の王室男子に対する呼称としての親王
日本においては、条約締結などの席において相手の君主国の君主を一律に皇帝と読み替えていた（皇帝#日本の皇帝も参照）。この流れから、「皇帝」の親族たる「皇族」男子を親王と読み替える慣例が生まれた。
平成時代においても、同じアジアのタイ王室において王族成員を（個人単位で）親王・内親王と読み替える事例が散見されるが、ラーマ9世崩御前後ともなるとマスコミなどでも王子・王女と報道することが殆どである。
親王呼びは主に王子呼びなどにとって代わられたが、これは国王を皇帝と読み替える官報の方針が転換されたことも大きい。また、マスコミなどを通じて世界各国の「王子様、王女様」がゴシップ的に掲載されるようになったことなどで、そうした場で親王と呼ばれることは（日本の皇室成員を紹介する場合を除いて）見られない。
一方で旧オーストリア帝室における男子成員につけられた「オーストリア大公」（Erzherzog、英語ではArchduke）や旧ロシア帝室のロシア大公（Великий князь、英語ではGrand Duke）などにおいても、慣例的に「王子」と呼ぶかあるいは一律に「大公」と呼び、親王と呼ぶことがない。これは英訳からくる「duke」の綴りから大公と訳したことも大きい。しかしながら両称号とも、支配地であるオーストリアやロシアの統治者・主権者としての意味合いを有しており、その点では王（爵）に上回る地位として用意された親王に近い。オーストリアやロシアでは帝政が廃止され、現在の成員が国家的に皇族と認められたわけではないため、この用法に対する公的な意見の場も設けられてはいない。

### 文献資料
- 赤坂恒明『「王」と呼ばれた皇族』吉川弘文館、2020年1月10日。ISBN 978-4-642-08369-0。
- 新村出編『広辞苑 第六版』（岩波書店、2011年）ISBN 400080121X
- 松村明編『大辞林 第三版』（三省堂、2006年）ISBN 4385139059